# Evangelische Kirche (Zeilbach)

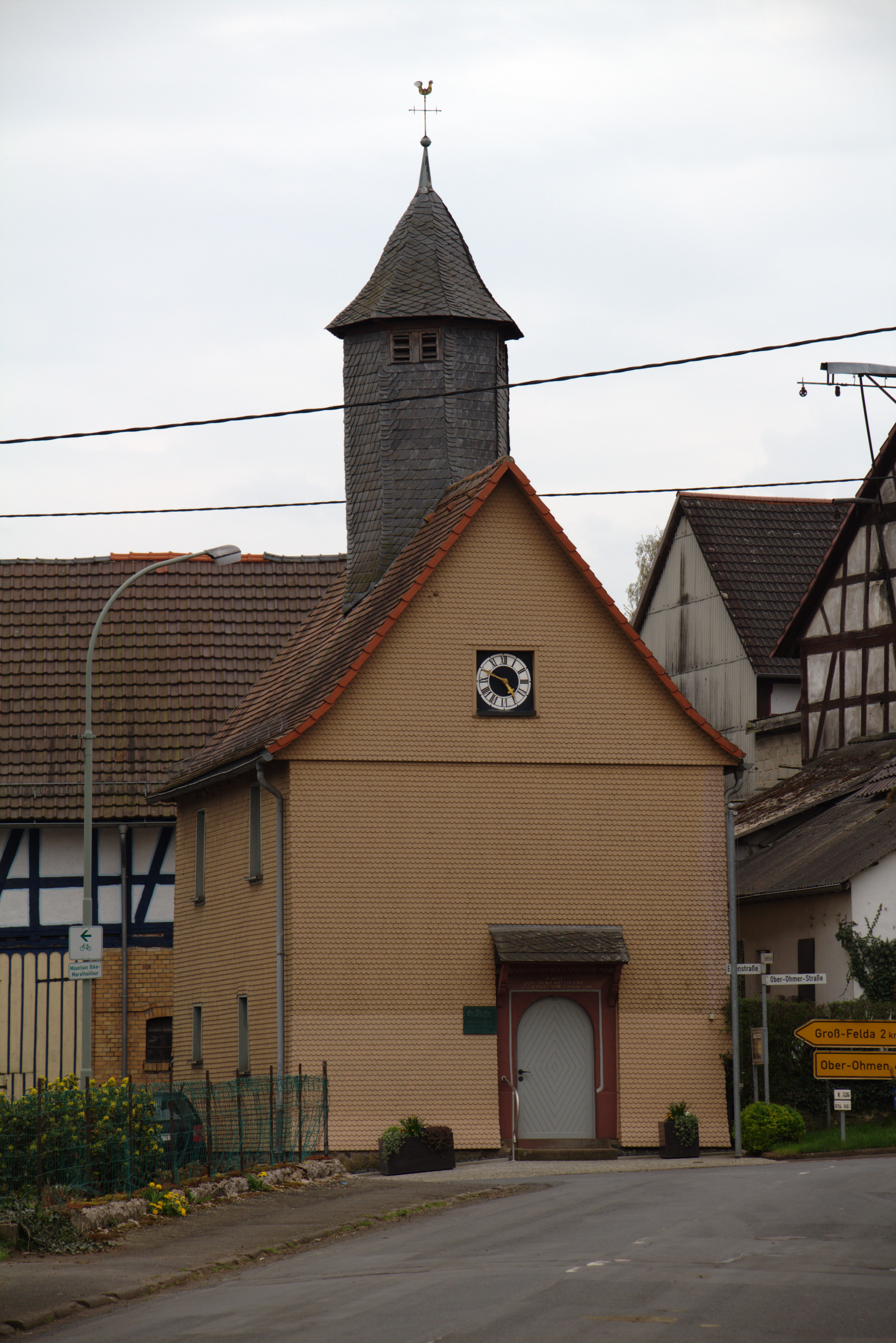
Evangelische Kirche (Zeilbach)

Die Evangelische Kirche Zeilbach ist ein denkmalgeschütztes Kirchengebäude, das in Zeilbach steht, einem Ortsteil der Gemeinde Feldatal im Vogelsbergkreis (Hessen). Die Johannesgemeinde Zeilbach gehört zum Dekanat Vogelsberg in der Propstei Oberhessen der Evangelischen Kirche in Hessen und Nassau.

## Beschreibung
Die kleine Fachwerkkirche wurde 1668/69 errichtet. Sie ist inzwischen voll verschindelt. Aus der Mitte des Satteldachs des Kirchenschiffs erhebt sich ein achteckiger, schiefergedeckter, mit einer glockenförmigen Haube bedeckter Dachreiter, der hinter den Klangarkaden den Glockenstuhl beherbergt. Das Zifferblatt der Uhr zeigt zur Straße. 
Der Innenraum ist mit einer Flachdecke überspannt, die längs von einem Unterzug getragen wird, der von einer Säule gehalten wird. Der Chor wurde durch einen großen hölzernen Chorbogen unter einem Balken abgetrennt. Dadurch wird die Decke in vier Felder unterteilt, in denen sich je ein Medaillon mit christlichen Motiven befindet. An drei Seiten befinden sich Emporen, auf der Empore über dem Eingang steht die Orgel. Die Kanzel von 1668 wird von geschnitzten Hermen flankiert.